# Damien Rice
Damien Rice (ur. 7 grudnia 1973 w Celbridge w hrabstwie Kildare) – irlandzki muzyk i kompozytor.

## Kariera
Był członkiem rockowego zespołu Juniper, jednak w wyniku nieporozumień z wytwórnią płytową odszedł z zespołu w 1999. Przeprowadził się do Toskanii (Włochy), a następnie podróżował po Europie. Po roku powrócił do Dublina.
W 2002 roku wydał debiutancki solowy album studyjny, zatytułowany O, za który otrzymał Shortlist Music Prize. Pochodzące z albumu piosenki „The Blower's Daughter” i „Cold Water"' zostały wykorzystane w ścieżce dźwiękowej do filmu Bliżej Mike’a Nicholsa w 2004. Utwór „Cold Water” został także wykorzystany w filmach Dziewczyna z kawiarni (The Girl in the Café) Davida Yatesa (2005) i Zostań (Stay) Marca Forstera (2005). Utwór „Delicate” można usłyszeć w jednym z odcinków serialu Zagubieni, Dom z papieru, a także w serialu Huff. W serialu Dr House pojawiły się utwory „Delicate” oraz „Grey Room”.
W 2006 wydał drugą płytę zatytułowaną 9. W 2007 utwór „9 Crimes” pojawił się w filmie Shrek 3 (jednak nie zamieszczono go w albumie ze ścieżką muzyczną filmu) oraz w ostatnim odcinku drugiej serii serialu Jericho. W 2010 utwór ten pojawił się w odcinku pt. 9 Crimes 3 sezonu serialu Czysta krew. Utwory „Sleep Don't Weep” i „9 Crimes” pojawiły się również w serialu „Chirurdzy”.
W listopadzie 2014 wydał nowy album, zatytułowany My Favourite Faded Fantasy. Płytę promował singiel „I Don't Want To Change You”. Wydanie było również promowane na trasie koncertowej.

## Dyskografia

### Albumy
- O (2002 – UK, 2003 – US, Europa)
- 9 (2006 – Europa)
- Live at Fingerprints Warts & All (2007 – US)
- Live from the Union Chapel (2007 – UK)
- My Favourite Faded Fantasy (2014 – US, Europa)

### Single i EP
- „Cannonball”
- „The Blower's Daughter”
- „Volcano”
- „Woman Like a Man”
- „Lonely Soldier”
- „B-Sides (EP)”
- „Unplayed Piano”
- „9 Crimes”
- „The Rootless Tree”
- „Dogs”
- „I Don't Want To Change You"